# Galium propinquum
Galium propinquum är en måreväxtart som beskrevs av Allan Cunningham. Galium propinquum ingår i släktet måror, och familjen måreväxter. Inga underarter finns listade i Catalogue of Life.